# 拉克
拉克（旁遮普語：／لکھ‬；英語：或），佛經中翻譯為「洛叉」，是印度、巴基斯坦等国独特的货币计量单位。一个拉克等于十万（100,000）。在印度數字系統裏書寫成1,00,000。

## 换算
另一个南亚国家所常用的独特的货币计量单位是克若（crore、俱胝），1克若既1千万，等于100拉克。

## 詞源與各地語言
這個詞的詞源可能是巴利語的lakkha（陽性名詞，意思為標記、目標、賭注），從而衍生出「十萬」的數字意義。另一個可能的根源可能是梵語laksha（／lakṣa），它在該語言中與前者具有相似的含義。

### 南亞諸語言
- 阿薩姆語： lakh
- 孟加拉語： lakh／ lokkho
- 迪維西語： lakka
- 古吉拉特語： lākh
- 印地語： lākh
  - 孟買印地語（英语：Bombay Hindi）： peṭi
（Peṭi原意是指公事包；借用此字的原因乃是因為一個公事包大約可以裝進100元盧比紙鈔貨幣的總額即為10萬元。）
- 康納達語： laksha
- 喀什米爾語：lach
- 孔卡尼語： lākh／ lakṣa
- 馬拉雅拉姆語： laksham
- 馬拉提語： lākh／ lakṣa
- 尼泊爾語： lākh
- 歐利亞語：ଲକ୍ଷ lôkhyô
- 普什圖語： lakh
- 旁遮普語：/لکھ‬ lakkh
- 羅姆語： lakh
- 梵語： lakṣá
- 信德語： lakhu
- 僧伽羅語： laksha
- 坦米爾語 ： laṭcham
- 泰盧固語： lakṣha
- 吐魯語（英语：Tulu language）： laksha
- 烏爾都語： lākh